# Hipolit Błeszyński
Hipolit Ksawery Błeszyński herbu Oksza (ur. 1766 – zm. 30 października 1824 w Nicei) – generał-major kawalerii i generał-adiutant wojsk saskich, adiutant króla Saksonii Fryderyka Augusta I, kawaler maltański.
W 1789 został porucznikiem 12. Regimentu Pieszego Koronnego. W 1791 wstąpił do Kawalerii Narodowej. Uczestnik wojny polsko-rosyjskiej 1792. Odznaczony krzyżem Orderu Virtuti Militari. 20 sierpnia 1792 złożył dymisję z wojska kontrolowanego przez konfederację targowicką. Udał się do Paryża, gdzie w 1794 bezskutecznie próbował przekonać Komitet Ocalenia Publicznego do poparcia sprawy polskiej. 14 grudnia 1794 odznaczony Orderem Świętego Stanisława. W 1809 jako podpułkownik wziął udział w wojnie polsko-austriackiej. Mianowany komendantem Lwowa. W 1812 roku przystąpił do Konfederacji Generalnej Królestwa Polskiego. W 1813 odznaczony krzyżem Legii Honorowej. W 1820 był członkiem III. stopnia loży masońskiej Bracia Polscy Zjednoczeni.